# Fattigau

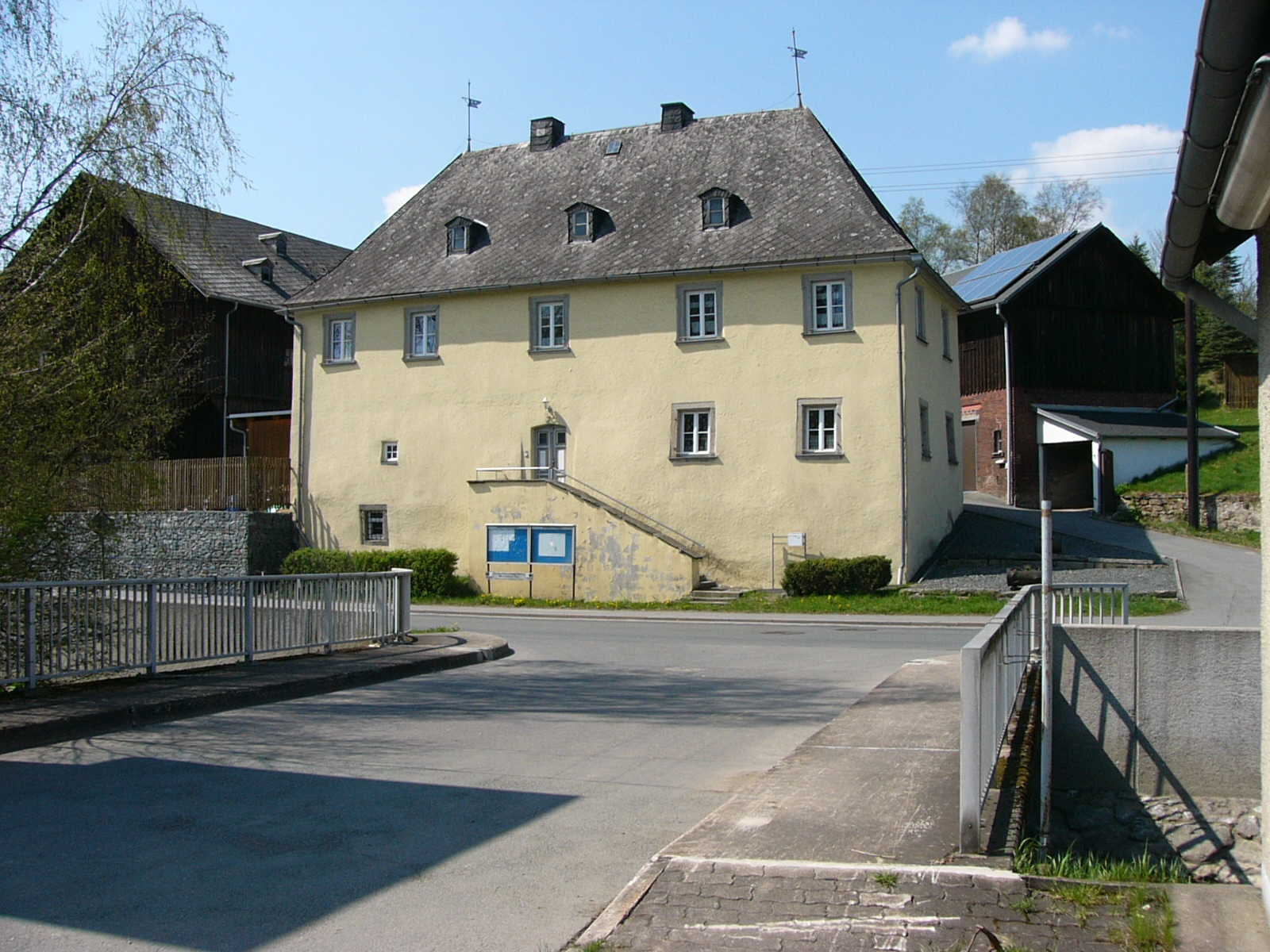
Standort des ehemaligen herrschaftlichen Verwaltungssitzes

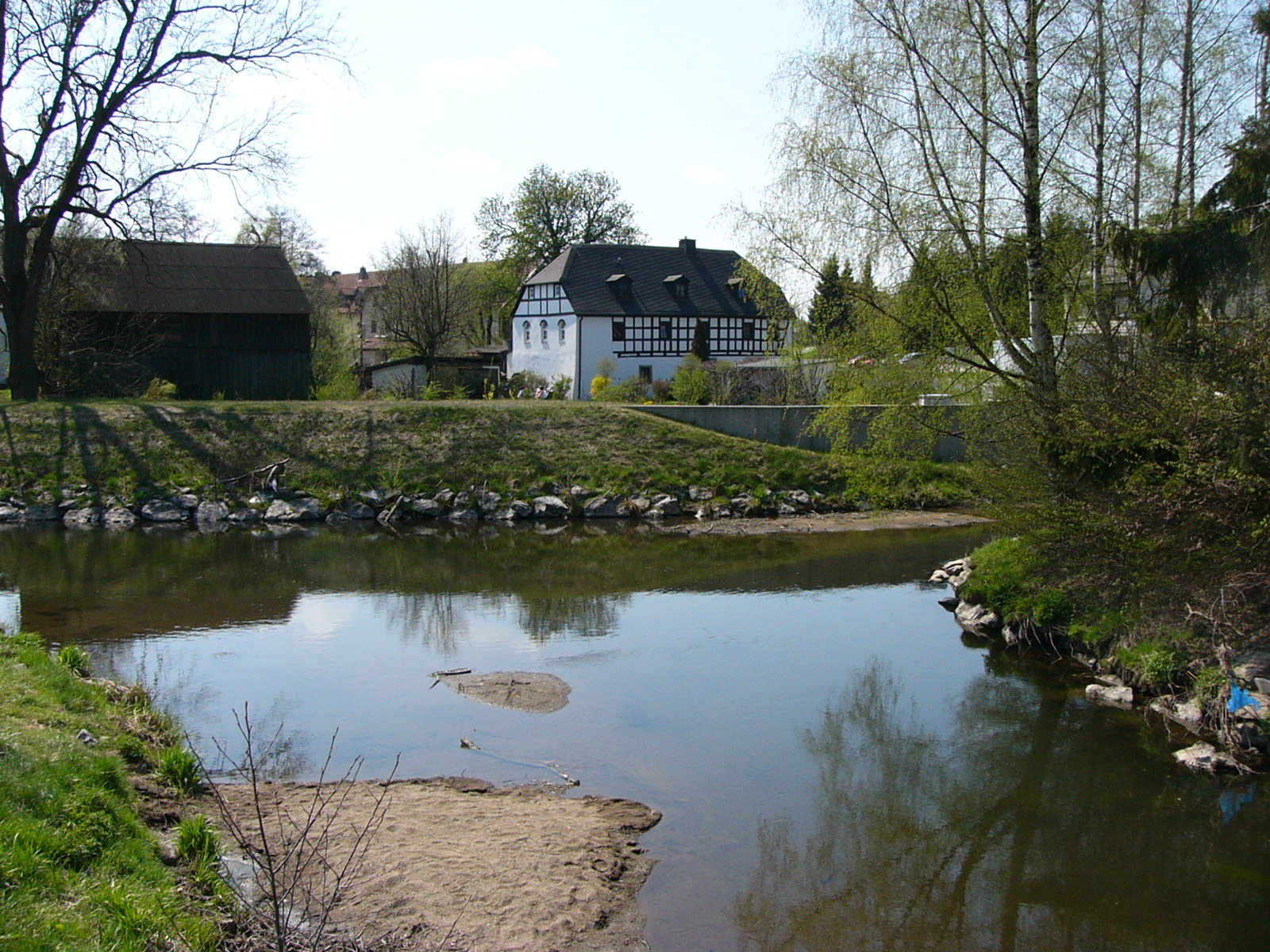
Fachwerkhaus

Fattigau ist ein Gemeindeteil des Marktes Oberkotzau im Landkreis Hof (Oberfranken, Bayern).

## Geografie
Beim Dorf Fattigau mündet die Lamitz in die Saale. Durch den Ort verläuft die Staatsstraße 2177. Der Ort hatte eine Haltestelle an der Bahnstrecke Bamberg–Hof.

## Geschichte
Fattigau wurde 1353 erstmals urkundlich erwähnt, als Familienangehörige der von Kotzau als Besitzer genannt wurden. Vermutlich entstand ein erster wehrhafter Rittersitz oberhalb des Ortes um 1320 durch Heinrich von Kotzau in kaiserlichem Auftrag als Reichslehen. Zu dieser Herrschaft gehörten auch 16 Höfe in umliegenden Orten. Im Landbuch von Hof von 1502 sind Sitz, Vorwerk und 13 „Mannschaften“ (Anwesen) verzeichnet. Die Familie war Lehensinhaber bis ins 17. Jahrhundert. Nach Spannungen zwischen reichsfreiem Besitz und den Ansprüchen der Burggrafschaft Nürnberg, wurde 1557 der Ansitz von Markgraf Georg Friedrich I. zerstört, da Georg Wolf von Kotzau sich im Zweiten Markgrafenkrieg gegen Albrecht Alcibiades gestellt hatte. Durch Verkauf gelangte Markgraf Christian Ernst in den Besitz von Fattigau, anschließend gehörte es den Familien von  Recke, von Preysing und der durch die Hohenzollern neu gegründeten Linie der Freiherren von Kotzau. Zu den Besitzern zählte auch der Amtmann von Stockenroth und Hallerstein, Hans Heinrich Müffling genannt Weiß († 1637). Schließlich gelangte das Gut in Fattigau in den Besitz von Johann Seidel und es erreichte in bürgerlichem Besitz einen Aufschwung. Durch die Abdankung des letzten Bayreuther Markgrafen Alexander wurde die Region kurzzeitig preußisch, dann unter napoleonische Verwaltung gestellt, bevor sie an Bayern fiel. Bei der Gebietsreform verlor der Ort am 1. Januar 1972 seine Selbstständigkeit und wurde nach Oberkotzau eingemeindet. Fattigau hat heute etwa 160 Einwohner und drei größere Betriebe, darunter die Schlossbrauerei Stelzer.
Der ritterliche Ansitz diente ursprünglich als Vorwerk der Burg in Oberkotzau, später war das Schloss Verwaltungssitz. August Gebeßler führte als weitere Baudenkmäler den Gasthof als ehemaligen Wirtschaftshof und ein Wohnstallhaus des 17. Jahrhunderts auf. Der Wirtschaftshof und der Schlossbau stammen weitgehend aus der zweiten Hälfte des 18. Jahrhunderts, gehen aber im Kern auf das 16./17. Jahrhundert zurück. Besonderheiten der beiden Gebäude sind Bretterdecken mit Unterzug.

## Sehenswürdigkeiten
In Fattigau und den angrenzenden Orten wie Haideck oder Autengrün gibt es Vorkommen von Eklogit. Geologisch ist das Gebiet Teil der Münchberger Hochfläche bzw. der Münchberger Masse zuzuordnen.

### Geotop
Am westlichen Ortsrand von Fattigau befindet sich in einem kleinen ehemaligen Steinbruch ein Aufschluss, der als Naturdenkmal und Geotop (475A030) ausgewiesen ist. Sowohl geowissenschaftlich als auch heimatkundlich wird das Geotop als bedeutend und selten eingestuft.

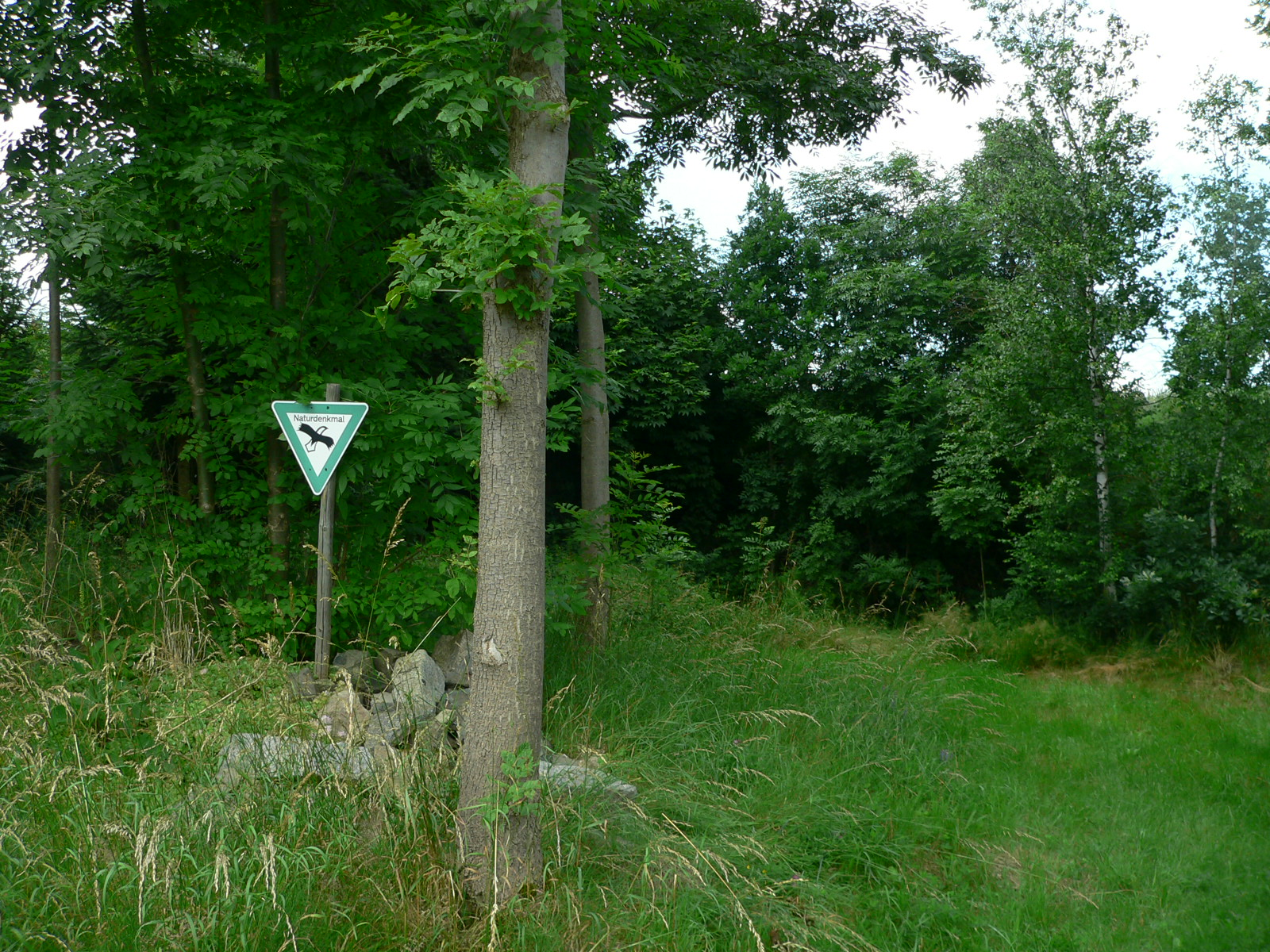
Nahaufnahme des Eingangsbereichs
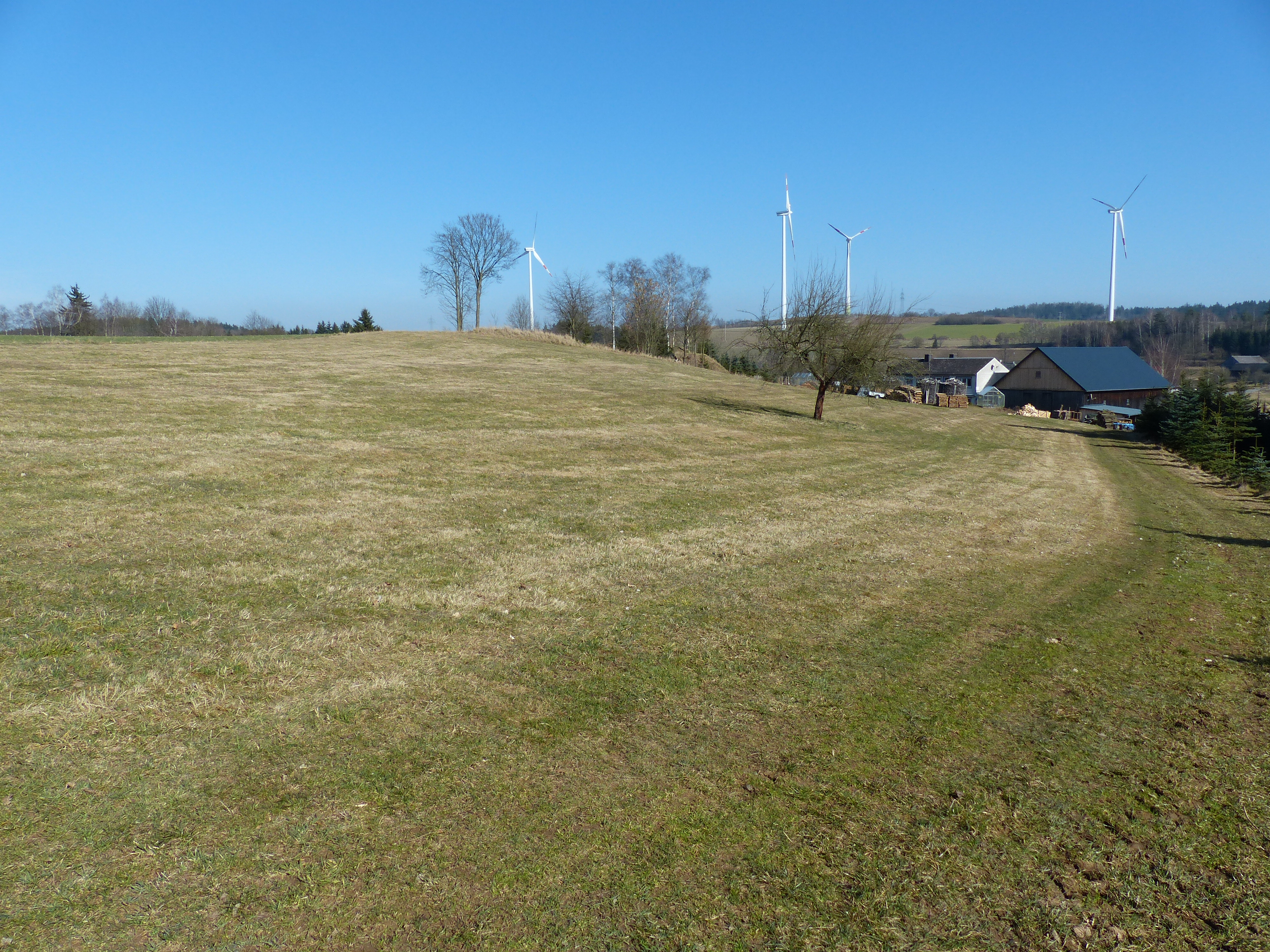
Ortsansicht mit zugewachsenem Steinbruch
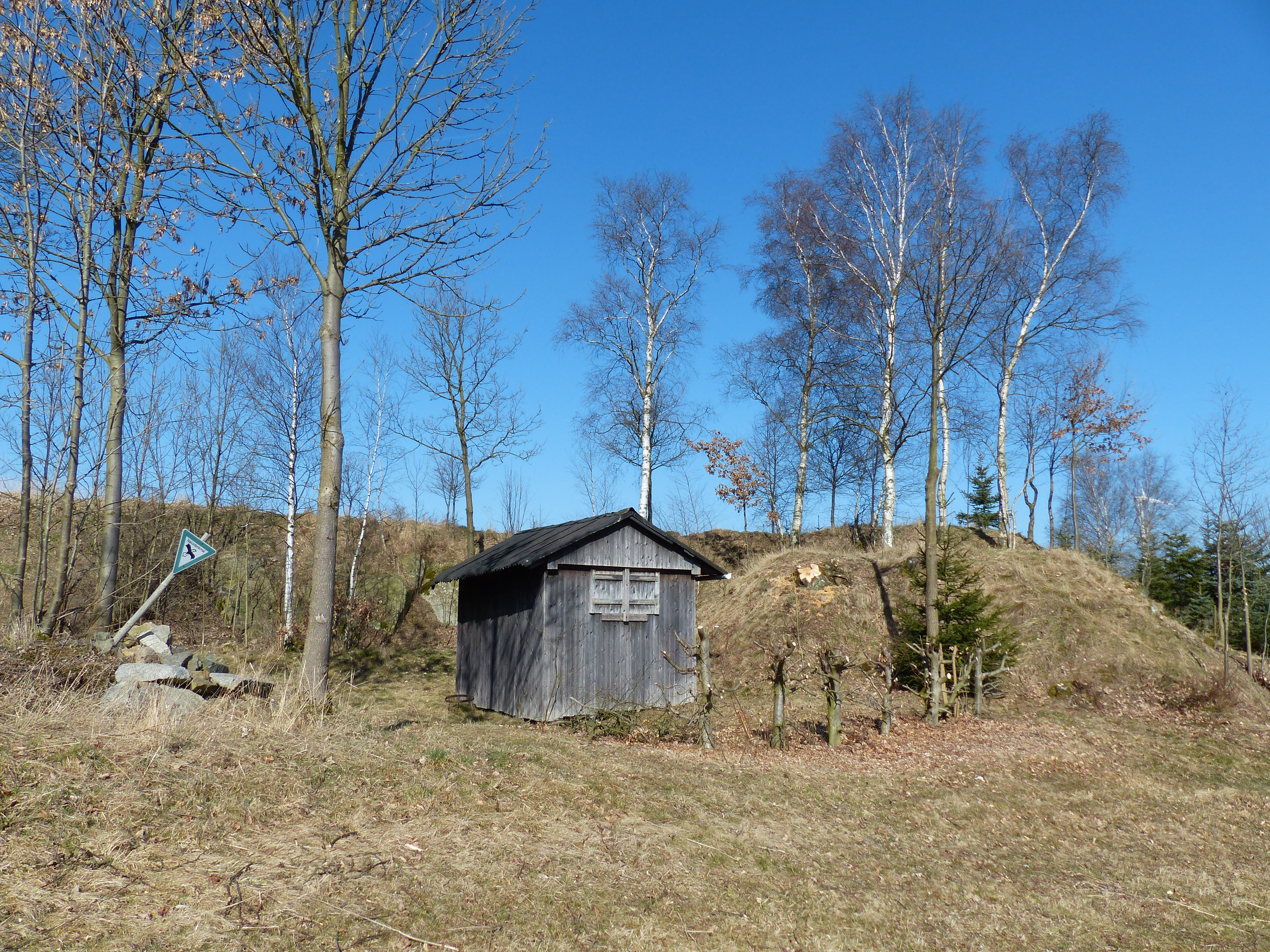
Steinbruch im Frühjahr

Der Jean-Paul-Weg führt durch Fattigau. Der Schwarzenbacher Landschaftsmaler Anton Richter fertigte Bilder des Ortes und seiner Umgebung.

## Persönlichkeiten
- Christian Endemann (1885–1950), geboren in Fattigau, deutscher Politiker (SPD)